# 北池稷王庙
北池稷王庙，位于山西省运城市新绛县阳王镇北池村西北部，占地面积1241平方米。

## 建筑
中轴线上的正殿和戏台为明代建筑，建于明弘治十六年(1503年)，两侧的天王殿、财神殿、关爷殿、圣母殿、土地庙为清代建筑。

## 保护
2013年3月，北池稷王庙公布为第七批全国重点文物保护单位，编号7-0888。